# La Motte (Côtes-d’Armor)
Motte (bret. Ar Voudenn) – miejscowość i gmina we Francji, w regionie Bretania, w departamencie Côtes-d’Armor.
Według danych na rok 1990 gminę zamieszkiwało 1838 osób, a gęstość zaludnienia wynosiła 43 osoby/km² (wśród 1269 gmin Bretanii Motte plasuje się na 342. miejscu pod względem liczby ludności, natomiast pod względem powierzchni na miejscu 115.).